# Evanston (Ohio)

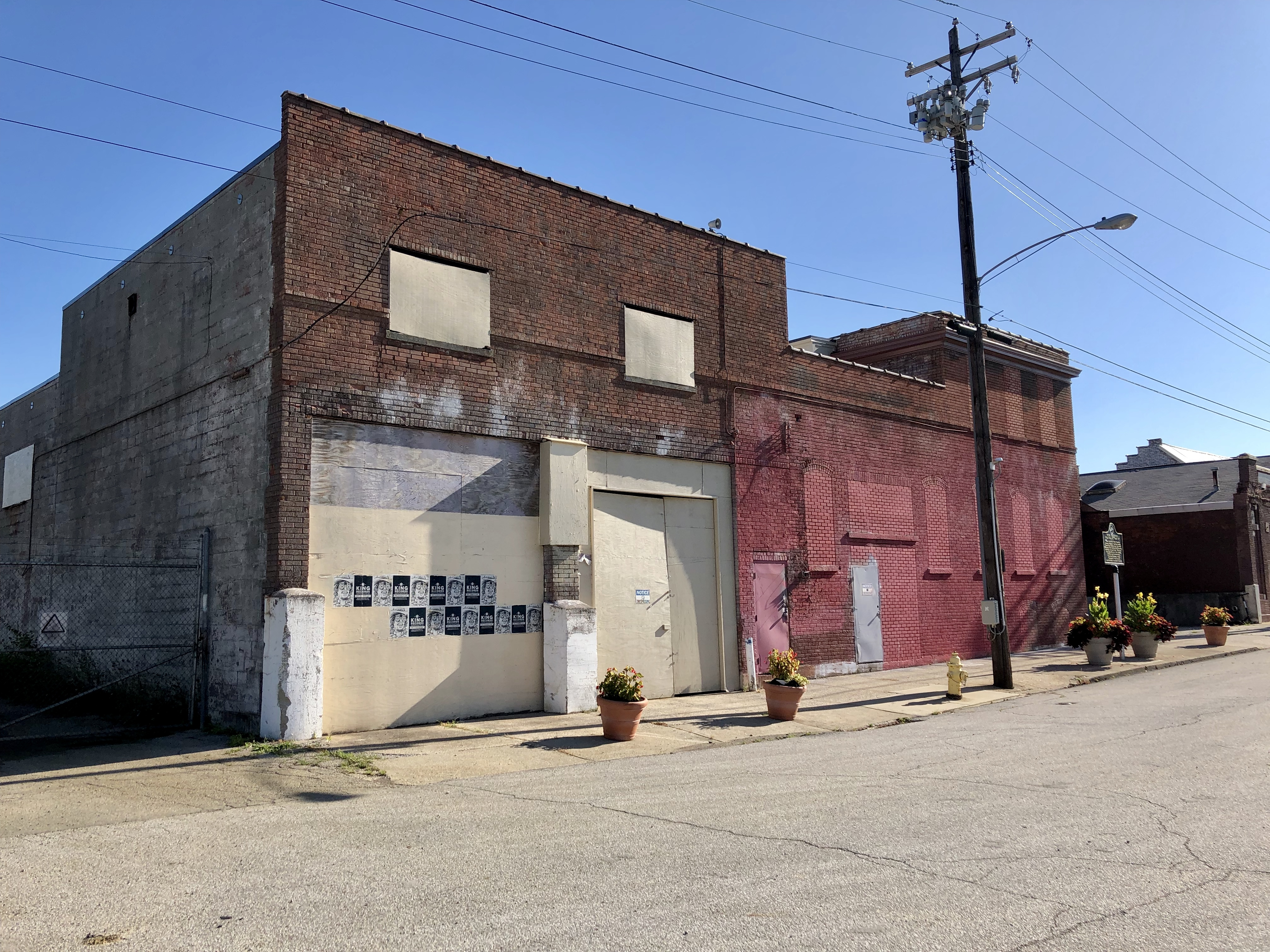
L'edificio della prima sede della King Records

Evanston è un sobborgo della città di Cincinnati, in Ohio (Stati Uniti).
Fa parte della contea di Hamilton ed è conosciuto come il luogo di nascita dell'attrice e cantante statunitense Doris Day.
La cittadina confina con gli abitanti delle East Walnut Hills, di Hyde Park, North Avondale e Walnut Hills e con la città di Norwood.
La maggiore fonte economica di Evanston è il centro commerciale denominato O'Bryonville business district, situato lungo Madison Road fino al Torrence Parkway, alla confluenza dei sobborghi limitrofi di Hyde Park ed East Walnut Hills, che ospita numerose boutique e ristoranti oltre a negozi e gallerie.
Il sobborgo è sede anche della casa discografica storica di musica country and western King Records, inserita nella Rock and Roll Hall of Fame della vicina Cleveland.